# 레이즈 렌더링
레이즈 렌더링 알고리즘(Reyes rendering algorithm)은 3D 컴퓨터 그래픽에서 사실적인(실사) 이미지를 렌더링하는 데 사용되는 컴퓨터 소프트웨어 아키텍처이다.
이것은 1980년대 중반에 로렌 카펜터(Loren Carpenter) 와 로버트 쿡(Robert L. Cook)이 루카스필름(Lucasfilm)의 CGRG(Computer Graphics Research Group)에서 개발한 지금의 픽사의 원형이다.  이것은 1982년 영화 < 스타 트랙 II : 칸의 분노 >에서 창세기 효과 시퀀스의 이미지를 렌더링하는 데 처음 사용되었다. 픽사(Pixar)의 랜더맨(RenderMan)은 레이즈(Reyes)알고리즘의 구현 중 하나이다. 알고리즘을 설명하는 원본 논문에 따르면, 레이즈(Reyes) 이미지 렌더링 시스템은 "복잡한 이미지의 고속 고품질 렌더링을 위한 아키텍처"로 표현된다. 레이즈(Reyes)는 알고리즘 및 데이터 처리 시스템의 집합으로 제안되었었다. 그리고 "알고리즘"및 "아키텍처"라는 용어는 동의어로 사용되며  이는 서로 바꿔서 사용할 수 있다.

## 같이 보기
- 랜더맨